# 대영준
대영준(大英俊, ?~?)은 발해의 왕자이다.

## 생애
문왕의 둘째 아들인 그는 당나라로 파견되어 숙위를 지내다가 774년에 발해로 귀국했다.
이때 당나라 기록인 책부원귀에 따르면 773년 대영준은 당나라의 숙위를 지내던 중 당대종의 곤룡포를 훔치다가 잡혔는데 잡히고 나서 "당나라의 문물을 너무 사랑해서 나도 모르게 그랬다."고 답하자 이에 황제가 풀어주었고 어떠한 처벌도 받지 않았다.